# The Fabulous Furry Freak Brothers
The Fabulous Furry Freak Brothers és una sèrie d'historietes underground creada pel nord-americà Gilbert Shelton el 1968. Van aparèixer en els seixanta i els setanta en publicacions com Playboy, High Times, i Rip Off Comix. The Fabulous Furry Freak Brothers són tres hippies que en les seves historietes caminen sempre a la recerca de festa i de drogues de carrer, especialment la marihuana. Cap d'ells tenen el més mínim interès a aconseguir ocupació permanent i solen caminar a la recerca de diners per a menjar i drogues sempre tractant d'evitar a la policia o a venedors de drogues inescrupulosos. Les seves històries solen satiritzar la política de dretes i les persones conservadores. Els seus personatges principals són:
- Freewheelin' Franklin: Es caracteritza per la seva intel·ligència i experiència de carrer.
- Phineas T. Freakears: El més orientat del trio cap a l'activisme esquerrà.
- Fat Freddy Freekowtski: El golut i més maldestre del trio.
- El gat de Fat Freddy qui sol tenir aventures pel seu costat.